# Simmons-Airlines-Flug 4184
Simmons-Airlines-Flug 4184 war ein Flug, der am 31. Oktober 1994 von Simmons Airlines durchgeführt wurde.
Die ATR 72-200 befand sich auf dem Weg vom Indianapolis International Airport, Indiana, zum Chicago O’Hare International Airport, Illinois. Wegen Vereisung der Tragflächenhinterkanten, wo sich konstruktionsbedingt keine Heizmatten des Enteisungssystems befanden, geriet das Flugzeug außer Kontrolle und stürzte ab. Alle 68 Insassen, darunter vier Besatzungsmitglieder, kamen ums Leben. Es war der erste Absturz einer ATR 72-200.

## Flugzeug und Besatzung
Das Flugzeug mit dem Luftfahrzeugkennzeichen N401AM wurde vom französisch-italienischen Konsortium Avions de Transport Régional (ATR) hergestellt und von Simmons Airlines für American Eagle betrieben.
Der 29-jährige Flugkapitän Orlando Aguiar hatte fast 8.000 Flugstunden absolviert; der 30-jährige Kopilot Jeffrey Gagliano über 5.000 Flugstunden. Außerdem waren zwei Flugbegleiterinnen an Bord.

## Medien
- Der Unfall wurde in der Serie Mayday – Alarm im Cockpit in Episode 7.08 thematisiert.

## Vergleichbare Ereignisse
- Aero-Trasporti-Italiani-Flug 460 am 15. Oktober 1987 mit einer ATR 42-300.
- Comair-Flug 3272 am 9. Januar 1997 mit einer Embraer EMB 120.
- TransAsia-Airways-Flug 791 am 21. Dezember 2002 mit einer ATR 72-200.
- Aerocaribbean-Flug 883 am 4. November 2010 mit einer ATR 72-200.